# Achyronia prostrata
Achyronia prostrata là một loài thực vật có hoa trong họ Đậu. Loài này được (Eckl. & Zeyh.) Kuntze mô tả khoa học đầu tiên năm 1891.